# فائق بلقیه
فائق بلقیه (انگلیسی: Faiq Bolkiah؛ زادهٔ ۹ مهٔ ۱۹۹۸) از اعضای خاندان سلطنتی حاکم برونئی و بازیکن فوتبال است.
وی که سابقه بازی در آکادمی باشگاه چلسی و لستر سیتی را نیز دارد
در حال حاضر در پست هافبک برای باشگاه فوتبال چونبوری در لیگ برتر فوتبال تایلند بازی می‌کند.
بلقیه سابقه بازی در تمام رده‌های سنی تیم‌های ملی برونئی را در کارنامه دارد و در حال حاضر کاپیتان تیم ملی فوتبال برونئی است.
از وی که برادرزادهٔ حسن البلقیه، سلطان برونئی، است به عنوان ثروتمندترین بازیکن فوتبال جهان با مجموع دارایی ۲۰ میلیارد دلار یاد می‌شود.